# Musa rubra
Musa rubra là một loài thực vật có hoa trong họ Musaceae. Loài này được Wall. ex Kurz miêu tả khoa học đầu tiên năm 1866.